# Слобода (Коростенський район)
Слобода́ — село в Україні, в Коростенському районі Житомирської області. Входить до складу Овруцької міської громади. Населення становить 189 осіб.

10 липня 1943 року нацистські окупанти спалили повністю село Слобода (колишнього Словечанського району), загинуло 8 жителів.